# Morristown National Historical Park
Le Morristown National Historical Park est une aire protégée américaine dans le comté de Morris, au New Jersey. Établi le 2 mars 1933, ce parc historique national protège des sites relatifs à la Révolution américaine inscrits au Registre national des lieux historiques depuis le 15 octobre 1966.